# 6 de juny
El 6 de juny és el cent cinquanta-setè dia de l'any del calendari gregorià i el cent cinquanta-vuitè en els anys de traspàs. Queden 208 dies per a finalitzar l'any.

## Esdeveniments
Països Catalans
- 1707, Xàtiva, Costera: les tropes filipistes incendien la vila (guerra de Successió).
- 1808, el Bruc, província de Barcelona: s'hi esdevé el primer combat del Bruc (guerra del Francès), que es converteix en la primera victòria popular contra l'ocupació francesa (gràcies a la intervenció, segons hom explica, del timbaler del Bruc).
- 1922, Barcelona: es funda l'Obra de la Visitació de Nostra Senyora, congregació d'assistència a necessitats, per Josep Maria d'Alòs i de Dou (1873-1936) i Francesca Roig.
- 1925, Catalunya: detenen diversos membres de Bandera Negra acusats del complot de Garraf, atemptat frustrat contra Alfons XIII.
- 1935 - Madrid, El Tribunal de Garanties Constitucionals espanyol condemna a trenta anys de presó els membres del Govern de la Generalitat, pels Fets del sis d'octubre del 1934.[1]
- 2014, Andorra: Comença la primera edició de l'Andorra Red Music, un festival de música.

Resta del món
- 1523, Suècia: s'elegeix Gustau I com a rei d'aquest país. D'aquí que el dia 6 de juny sigui la diada nacional del país.

- 1801 - Badajoz (Extremadura): Espanya signa amb Portugal el Tractat de Badajoz de 1801 que posa fi a la Guerra de les Taronges que havia guanyat l'aliança franco-espanyola i que està relacionada amb la Segona Coalició.
- 1808, Baiona, Lapurdi, Iparralde, el País Basc: Napoleó fa proclamar rei d'Espanya son germà Josep.
- 1869, Espanya: s'hi promulga la nova constitució republicana.[2]
- 1919, Itàlia: Benito Mussolini publica el manifest del moviment feixista.
- 1924, Praga, República Txeca: estrena, sota la direcció d'Alexander Zemlinsky del monodrama "Erwartung", op 17, d'Arnold Schoenberg, amb llibret de Marie Pappenheim, escrita el 1909.[3]
- 1944, Normandia, França: Dia D en la Segona Guerra Mundial. Uns 150.000 soldats aliats desembarquen a les platges de Normandia de la França ocupada (Operació Overlord).[4]
- 1962 - va tenir lloc l'esdeveniment més decisiu d'inflexió de la música popular fins avui. Els Beatles, quatre joves amb cap de bolet de Liverpool, les habilitats musicals i de cant dels quals, van aparèixer per primera vegada als "Abbey Road Studios" per fer enregistraments de prova de les seves obres.[cal citació]
- 1981 - Índia. Un tren de passatgers descarrila per evitar l'atropellament d'una vaca i moren entre 500 i 800 persones.[5][6][7]

## Naixements
Països Catalans
- 1867 - Vic: Mercè Font i Codina, poetessa vigatana de la Renaixença (m. 1900).[8]
- 1880 - Barcelona: Joan Llongueras i Badia, músic, pedagog de la música i poeta català.[9]
- 1887 - Barcelona: Rosa Hernáez i Esquirol, ballarina clàssica, cantant de sarsuela i actriu (m. 1964).[10]
- 1910 - Girona: Jaume Vicens i Vives, historiador, escriptor, catedràtic i editor català.
- 1929 - Barcelona: Jordi Texidó i Mata, compositor sardanista català.[11]
- 1931 - Barcelona: Víctor Mora Pujadas, escriptor, traductor i guionista de còmics català.
- 1939 - Barcelona: Jaume Aragall i Garriga, tenor.
- 1965 - Manlleu: Magda Polo Pujadas, filòsofa, editora, poeta i professora universitària catalana.[12]
- 1967 - la Seu d'Urgell: Ester Fenoll Garcia, poetessa i escriptora urgellenca, resident a Andorra.[13]
- 1970 - Barcelona: Albert Ferrer i Llopis, entrenador i exjugador de futbol català.
- 1982 - Tortosa: Laia Forcadell Arenas, atleta catalana especialista en 400 metres tanques, diversos cops campiona d'Espanya.[14]

Resta del món
- 1799, Moscou, Imperi Rus: Aleksandr Puixkin, poeta i novel·lista rus de l'era del romanticisme (m. 1837).[15]
- 1841, Milkowszczyzna: Eliza Orzeszkowa, escriptora i editora polonesa (m. 1910).[16]
- 1850, Fulda, Hessen (Alemanya): Karl Ferdinand Braun, físic alemany, Premi Nobel de Física de 1909 (m.1918).[17]
- 1869, Triebschen, Suïssa: Siegfried Wagner, director d'orquestra i compositor alemany (m. 1930)
- 1872, Darmstadt: Alexandra de Hessen-Darmstadt, tsarina de Rússia (m. 1918).[18]
- 1875, Lübeck, Imperi Alemany: Thomas Mann, escriptor alemany.[19]
- 1880, Dublín (Irlanda): William Cosgrave (irlandès Liam Tomás Mac Cosgair) conegut com a W.T. Cosgrave, polític irlandès, president del Consell Executiu de l'Estat Lliure d'Irlanda del 1922 al 1932 (m. 1965).[20]
- 1887, Nova York: Ruth Benedict, antropòloga nord-americana (m. 1948).[21]
- 1893, 
  - Astigarraga, Guipúscoa: Norberto Almandoz Mendizabal, sacerdot, compositor, organista i musicòleg basc (m. 1970).[22]
  - l'Havana, Pilar Arcos, cantant cubano-estatunidenca de música popular (m. 1990).[23]
- 1896, Ferrara (Itàlia): Italo Balbo, polític, militar i aviador italià, ministre de l'aeronàutica i governador de Líbia (m. 1940).[24]
- 1901, Blitar, Indonèsia: Sukarno, polític indonesi i primer president de la República entre 1945 i 1968.[20]
- 1902, Fulton, Mississipi: Jimmie Lunceford, director d'orquestra de jazz estatunidenc (m. 1947).[25]
- 1903, Tbilisi, Geòrgia: Aram Khatxaturian, compositor georgià d'origen armeni (m. 1978).[26]
- 1909, Riga, Letònia: Isaiah Berlin, politòleg i historiador de les idees; és considerat com un dels principals pensadors liberals del segle xx (m. 1977).[27]
- 1910, París: Hélène de Beauvoir, pintora francesa (m. 2001).[28]
- 1918, Lansing, Iowa (EUA): Edwin Gerhard Krebs, bioquímic estatunidenc, Premi Nobel de Medicina o Fisiologia de l'any 1992 (m. 2009).[29]
- 1924, París (França): Serge Nigg, compositor francès (m. 2008).[26]
- 1930, Chênée, Valònia, Bèlgica: Clélie Lamberty, pintora belga.
- 1932, Willebroek, Flandes, Bèlgica: Jan Adriaenssens, ciclista belga.
- 1933, Sankt Gallen (Suïssa): Heinrich Rohrer, físic suís, Premi Nobel de Física de l'any 1986 (m. 2013).[30]
- 1939, Utrech (Països Baixos): Louis Andriessen, compositor neerlandès.[31]
- 1943, Akron, Ohio (EUA): Richard Smalley, químic nord-americà, Premi Nobel de Química de l'any 1996 (m. 2005).[32]
- 1944, Falmouth, Kentucky (EUA):Phillip Allen Sharp, biòleg molecular nord-americà, Premi Nobel de Medicina o Fisiologia de l'any 1993.[33]
- 1950, París: Chantal Akerman, directora de cinema belga (m. 2015).[34]
- 1962, Carmona, Província de Sevilla: Andrés Jiménez Fernández, jugador de bàsquet dels anys 80 i 90.
- 1977, 
  - Suresnes: Olivia Mokiejewski, periodista francesa especialitzada en l'economia mediambiental.[35]
  - Madrid: Zaida Cantera de Castro, exmilitar de l'exèrcit espanyol, política i diputada.[36]
- 1979, Austràlia: Randa Abdel-Fattah, novel·lista.[37]
- 1982, Canberra, Austràlia: Angie Ballard, atleta paralímpica australiana.[38]

## Necrològiques
Països Catalans
- 1897 - Barcelona: Marià Aguiló i Fuster, poeta, bibliògraf i lingüista mallorquí (n. 1825).[39]
- 1910 - Barcelona: Concepció Bordalba, soprano catalana (n. 1862).[40]
- 1996 - Barcelona: José Maria Valverde Pacheco, poeta i filòsof espanyol.
- 2006 - L'Alguer: Antonella Salvietti, escriptora algueresa en llengua catalana (n. 1924).[41]
- 2022 - Barcelona: Xesc Barceló, guionista i escriptor mallorquí establert a Catalunya (n 1943).

Resta del món
- 68: Neró, emperador de Roma.
- 823: Fun'ya no Watamaro, militar japonès noble de la cort Imperial i shōgun.
- 1661 -Hangzhou (Xina): Martino Martini, jesuïta italià, missioner a la Xina (n. 1614).[42]
- 1832 - Londres, Anglaterra: Jeremy Bentham, pensador i reformador polític anglès, pare de l'utilitarisme. (n.1748)[43]
- 1861 - Torí (Itàlia): Camillo Benso, di Cavour, sovint conegut simplement com a Cavour, polític italià, protagonista de la unificació italiana (n. 1810).[44]
- 1916 - Henan (Xina): Yuan Shikai (xinès tradicional: 袁世凱, xinès simplificat: 袁世凯) militar i polític xinès durant el final de la dinastia Qing i la primera època de la República de la Xina (n. 1859).[45]
- 1925 - París (França): Pierre Louÿs, escriptor francès (n. 1870).[46]
- 1946 - Agnetenford, Alemanya: Gerhart Hauptmann, escriptor alemany, Premi Nobel de Literatura de l'any 1912 (n. 1862).[47]
- 1956 - Nova York: Margaret Wycherly, actriu anglesa (n. 1881).[48]
- 1962 - París (França): Yves Klein, artista francès que tingué un paper destacat dins el moviment neodadaista i fou un dels impulsors del nouveau réalisme (n. 1928).[49]
- 1968 - Los Angeles, Califòrnia, Estats Units: Robert F. Kennedy víctima d'un atemptat comès el dia anterior (n. 1925).[50]
- 1976 - Yorktown, Nova York: Elisabeth Rethberg, cantant d'òpera de renom internacional (n. 1894).[51]
- 1980 - Hampshire, Anglaterra: Humphrey de Verd Leigh, militar anglès de la Segona Guerra Mundial.
- 1986 - Redondo Beach, Califòrnia, Estats Units: Johnnie Tolan, pilot nord-americà de curses automobilístiques.
- 1991 - Malibú, Califòrnia, Estats Units: Stan Getz, saxofonista estatunidenc de jazz (n. 1927).[52]
- 2004 - Madrid: José Ignacio San Martín López, coronel de l'Exèrcit de Terra espanyol participant en el cop d'estat del 23 de febrer de 1981.[53]
- 2005 - Nova York, Estats Units: Anne Bancroft, actriu de cinema.[54]
- 2013 - Los Angeles, Califòrnia: Esther Williams, campiona de natació i estrella del cinema de Hollywood als anys 40 i 50 (n. 1921).[55]
- 2014 - Kent: Lorna Wing, psiquiatra i metgessa anglesa, pionera en la comprensió de l'autisme (n. 1928).[56]
- 2021 - París (França): Michel Host va ser un columnista literari, traductor i escriptor francès. Va rebre el Premi Goncourt de l'any 1986 per la seva novel·la "Valet de nuit".(n. 1942).[57]

## Festes i commemoracions
- Festa Local a Gréixer a la comarca del Berguedà.
- Diada Nacional de Suècia.

Santoral Catòlic
- Sants al Martirologi romà (2011):
  - Norbert de Xanten, fundador dels Premonstratencs;
  - sant Marcel·lí Champagnat, fundador dels Germans Maristes;
  - Artemi, Càndida i Paulina de Roma, màrtirs (s. I);
  - Bessarió de Scetes, anacoreta (s. IV);
  - Cerasi de Grenoble, bisbe (452);
  - Eustorgi II de Milà, bisbe (518);
  - Jarlath de Tuam, bisbe (ca. 555);
  - Colomà de les Òrcades, bisbe (s. VI);
  - Claudi de Condat, bisbe (700);
  - Alexandre de Fiesole, bisbe (823);
  - Hilarió el Jove, abat (845);
  - Gilbert de Neuffontaines, eremita i abat (1152);
  - Pere Dung, Pere Thuan i Vicenç Duong, màrtirs (1862);
  - Rafael Guízar Valencia, bisbe (1938).
  - Beats: Falcó de Cava, abat (1146);
  - Bertran d'Aquileia, patriarca (1350);
  - Lorenzo de Mascoli, franciscà (1535);
  - William Greenwood cartoixà màrtir (1537);
  - Innocenty Guz, màrtir (1940).
- Sants Gràcia de Germagno, màrtir; 
  - Vicenç de Chieti, bisbe (320);
  - Gurval de Saint-Malo, bisbe (623);
  - Joan de Verona, bisbe (s. VII);
  - Agobard de Lió, bisbe;
  - Gerard dei Tintori, laic (1207);
  - Aldric de Sens, bisbe;
  - translació de les relíquies de Bonit d'Alvèrnia.
- Serventa de Déu Delfina de Pedralbes, clarissa
- Venerats a l'Orde de la Mercè: Pares Mercedaris d'Avinyó.

Església Copta29 Baixans: partida de Sant Simeó Estilita el Vell (459)
Església Ortodoxa (segons el calendari julià)Se celebren els corresponents al 19 de juny del calendari gregorià.
Església Ortodoxa (segons el calendari gregorià)Corresponen al 24 de maig del calendari julià litúrgic:
- Sants Simeó Estilita el Jove,
- Nikita Estilita de Perejaslavl-Zalesski;
- sants Vicenç de Lerins;
- màrtirs Meleci Stratelas, Esteve, Joan, Serapió d'Egipte, Cal·línic el Màgic, Teodor, Faust, Marciana, Susanna, Pal·làdia, Ciríac, Cristià; els tribuns Faust, Fest, Marcel, Teodor, Meleci, Sergi, Marcel·lí, Fèlix, Teodoric, Mercuri, Dídim, i 1.218 màrtirs de Galàcia, 138-161);
- sant Gregori de Novgorod, arquebisbe.

Església d'Anglaterra
- Sant Ini Kopuria, fundador de la Fraternitat Melanèsia (1945)

Església Episcopal dels Estats Units
- Sant Ini Kopuria, fundador de la Fraternitat Melanèsia (1945)

Esglésies luteranes
- Església Evangèlica d'Alemanya:
- Heinrich Schröder, missioner i màrtir a Sud-àfrica (1883),
- Norbert de Xanten, fundador.